# 清浦雷作
清浦 雷作（きようら らいさく、1911年12月5日 - 1998年8月18日）は、日本の応用化学者、公害問題評論家。
1959年に水俣病の原因調査をした際に「有機アミン説」を唱え、マスコミ操作も積極的に行った。御用学者の一例として知られる。

## 来歴・人物
1937年、東京工業大学応用化学科卒業。同大学副手、助教授、教授を歴任した。
1959年7月22日、熊本大学水俣病研究班は、武内忠男や徳臣晴比古らの研究に基づいて、「水俣病の原因は有機水銀であることがほぼ確定的になった」という発表を行った。新日本窒素肥料（現・チッソ）水俣工場から排出された水銀による被害である疑いが濃くなると、清浦は8月24日に水俣を訪れ、5日間現地を調査した。8月29日、清浦は水俣市役所で記者会見し「水俣港防波堤の外側海水は、日本にある他の化学工場所在地の海水とほぼ同程度で正常だ」と述べ、水俣病は工場廃液とは関係がないと発表した。同年11月11日、「有機アミン説」を通商産業省に報告するが、それだけでなく、報告内容を記者発表することを大手新聞社に事前にリーク。清浦は実際に記者会見し、朝日新聞などに「考えられぬ工場排水、水俣病の原因、東工大教授が研究報告」と記事に書かせた。
1960年1月、政府は経済企画庁、通商省、厚生省、水産庁からなる「水俣病総合調査研究連絡協議会」を発足させて原因究明にあたらせた。協議会には学識経験者として、熊本大学研究班の内田槇男と喜田村正次、東京水産大学の宇田道隆、東京大学の松江吉行、清浦らが参加した。
同年4月12日、同協議会の第2回会合が開かれ、内田槇男から「有機水銀説」が報告されるが、これに対し清浦が反論。「水俣病の原因は水銀ではなく、アミン系の毒物である」と述べ、貝によるアミン中毒説を発表した。このときも清浦は事前に記者に知らせ、その日の夕刊は「水俣病の水銀説否定」と見出しを大きく掲げた。清浦のアミン説発表により水俣病認定が15年遅れたといわれる。
1998年8月18日午後7時、消化管出血のため死去。86歳没。

## 研究・著作
- 京都帝国大学 工学博士論文 「酸化ヴアナヂウム触媒に関する研究」1942年[13]
- 共著『工業化学計算 上巻』広川書店 1955年
- 『工業廃水による水質汚濁とその対策』神奈川県商工部工務課 1960年
- 共著『硫酸・硝酸・塩酸』日刊工業新聞社 1961年 (工業化学全書 第45)
- 編著『公害と住民 : その現状と対策』新生活事業センター 1966年
- 『公害への挑戦 : 一億人をむしばむ文明のガン』講談社 1966年 (ブルーバックス)
- 『公害の経済衝撃』講談社 1971年
- 『世界の環境汚染 : その実態と各国の対策』日本経済新聞社 1972年